# Chiesa della Santissima Trinità (Arezzo)
La chiesa della Santissima Trinità è un luogo di culto cattolico del centro storico di Arezzo, situato lungo via Garibaldi, già via Sacra, in posizione prospiciente piazza del Popolo. Il luogo di culto e i locali annessi sono sede dell'Arciconfraternita della Misericordia di Arezzo, motivo per cui la chiesa è anche detta della Misericordia.

## Storia
Nel 1315, il vescovo di Arezzo Guido Tarlati approva la nascita di una confraternita di Misericordia che, nel 1348, spostata la sua sede lungo la via Sacra, costruì a sue spese una chiesa dedicata alla Trinità e adornata, esternamente, da un affresco con lo stesso soggetto, opera di Spinello Aretino. In seguito la chiesa fu notevolmente arricchita: per essa Luca Signorelli dipinse uno stendardo nel 1464 e più tardi, tra il 1485 e il 1486, Andrea della Robbia realizzò la pala con la Santissima Trinità tra i Santi Bernardo e Donato destinata all'altare maggiore, ma in seguito spostata nella Cappella della Madonna del Conforto nella Cattedrale.
Nel 1521, Pietro di Subisso realizzò per la chiesa della Trinità un nuovo altare su disegno di Guillaume de Marcillat, in seguito spostato nella chiesa della Madonna del Duomo. Nella seconda metà dello stesso secolo, Giorgio Vasari realizzò il gonfalone della confraternita, poi collocato nella chiesa.
Nel 1732 la chiesa venne radicalmente restaurata in stile barocco su progetto di Pier Antonio Tosi; nel 1792 la confraternita si trasferisce nella chiesa di San Sebastiano, per poi tornare in quella della Trinità nel 1847.

## Descrizione

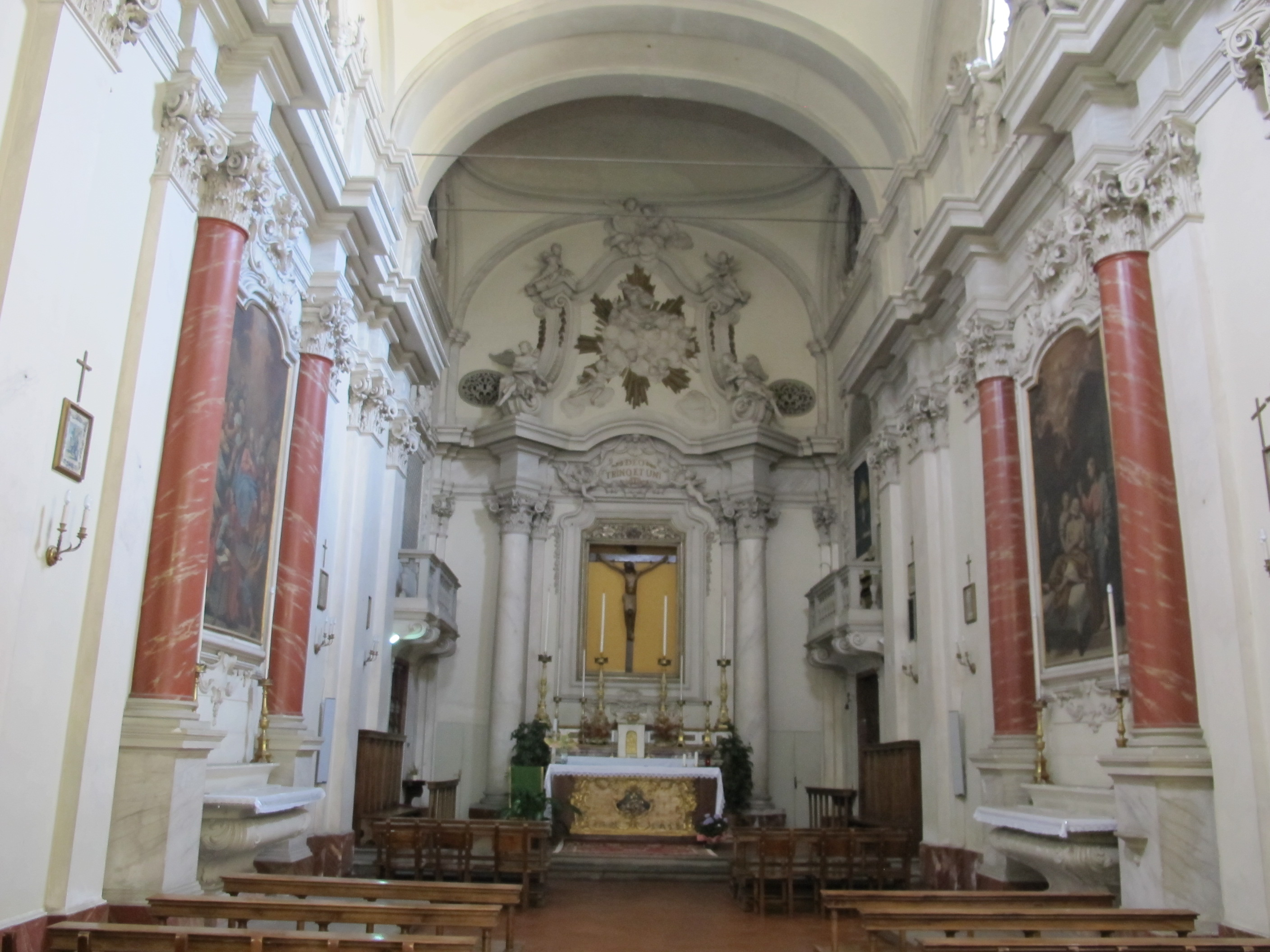
Interno

Il semplice esterno della chiesa è caratterizzato dalla facciata a capanna, affiancata da due corpi di fabbrica più bassi facenti parte del complesso della Misericordia. In corrispondenza della chiesa, al centro, si apre un unico portale in pietra con timpano triangolare poggiante su due mensole, ciascuna delle quali è sorretta da una parasta ionica. La porta lignea è riccamente decorata con intagli e risale al 1672. In alto, vi è una finestra rettangolare, con cornice lapidea scolpita. La facciata termina con un semplice timpano triangolare sormontato da una croce in ferro battuto.
L'interno della chiesa è a navata unica di tre campate, quella centrale, più estesa, coperta con volta a vela e quelle alle due estremità con volta a cupola ribassata; la ricca decorazione in stucco venne eseguita nel 1733 da Bernardo Sproni; a ridosso della parete fondale, vi è l'altare maggiore in stucco, al centro della cui ancona si trova un Crocifisso ligneo del XIV secolo. In corrispondenza della campata mediana, si trovano due altari laterali contrapposti, per i quali, tra il 1738 e il 1741, Giuseppe Berti realizzò due tele raffiguranti la Pentecoste (altare di sinistra) e il Transito di San Giuseppe. In controfacciata, si trova una cantoria, mentre due più piccole sono poste ai lati del presbiterio.
Sulla parete di sinistra della prima campata, è conservato il recto (il verso è al Museo statale d'arte medievale e moderna) dello stendardo dipinto da Giorgio Vasari nel 1572 e raffigurante la Santissima Trinità tra santi. Sulla parete opposta è un Noli me tangere di Alessandro Allori, firmato e datato 1584. I tondi con Profeti sono di Tommaso Redi (1726), mentre di Giuseppe Berti sono le due tele raffiguranti la Pentecoste e il Transito di san Giuseppe, datate tra il 1738 e il 1741.

### Organo a canne
Sulla cantoria di destra del presbiterio, si trova l'antico organo a canne, di autore ignoto di scuola toscana, già esistente nel 1868 ed originariamente collocato sulla cantoria opposta.
Lo strumento è a trasmissione integralmente meccanica e dispone di una consolle a finestra con un'unica tastiera di 45 note con prima ottava scavezza e pedaliera a leggio scavezza di 9 note costantemente unita al manuale. I registri sono azionati da pomelli disposti verticalmente su unica fila alla destra della tastiera, con Tiratutti del ripieno anch'esso a pomello. La cassa incornicia la mostra, composta da 19 canne di principale disposte a cuspide unica con ali laterali, con bocche a mitria non allineate.

## Galleria d'immagini

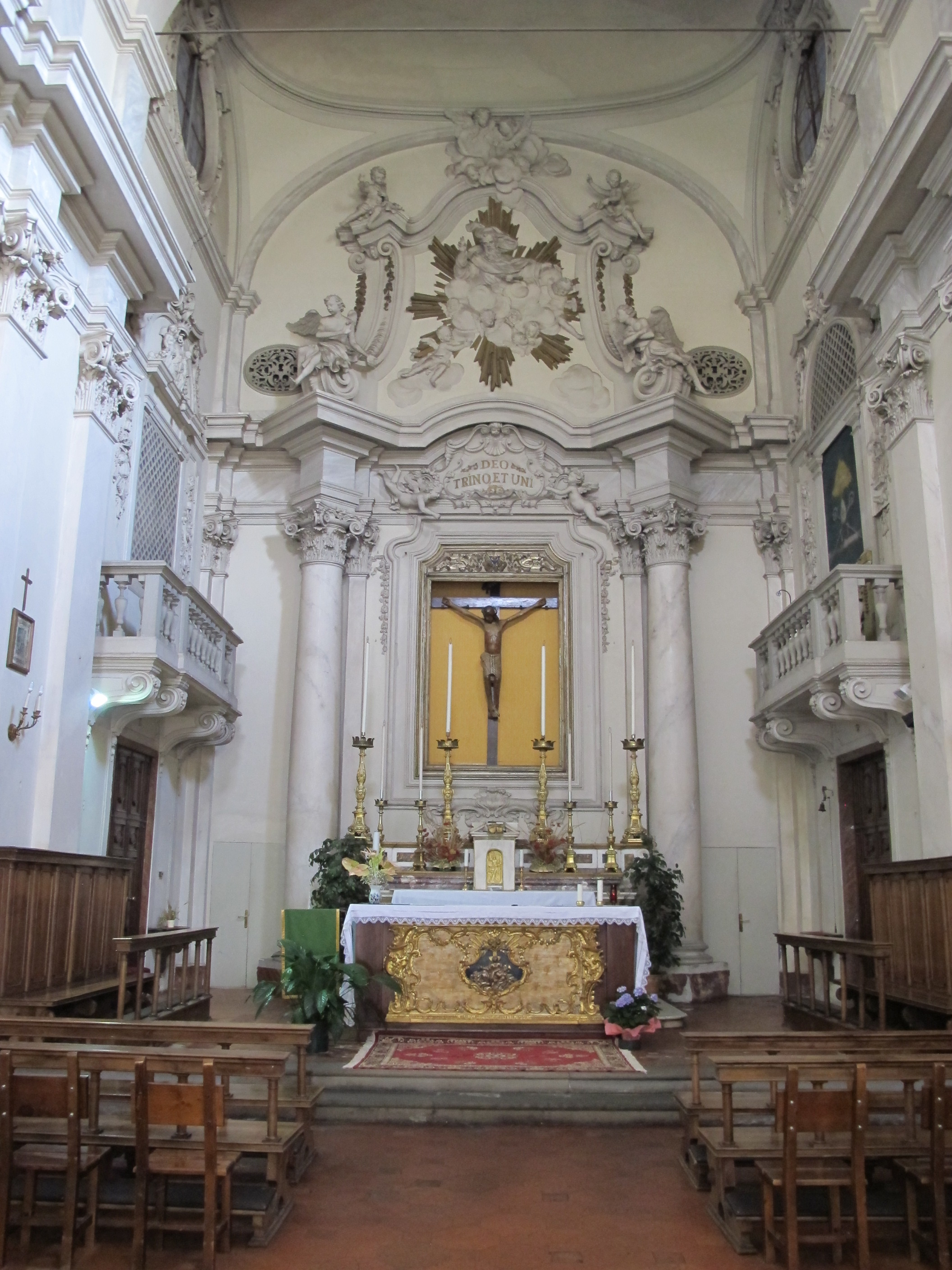
Altare maggiore
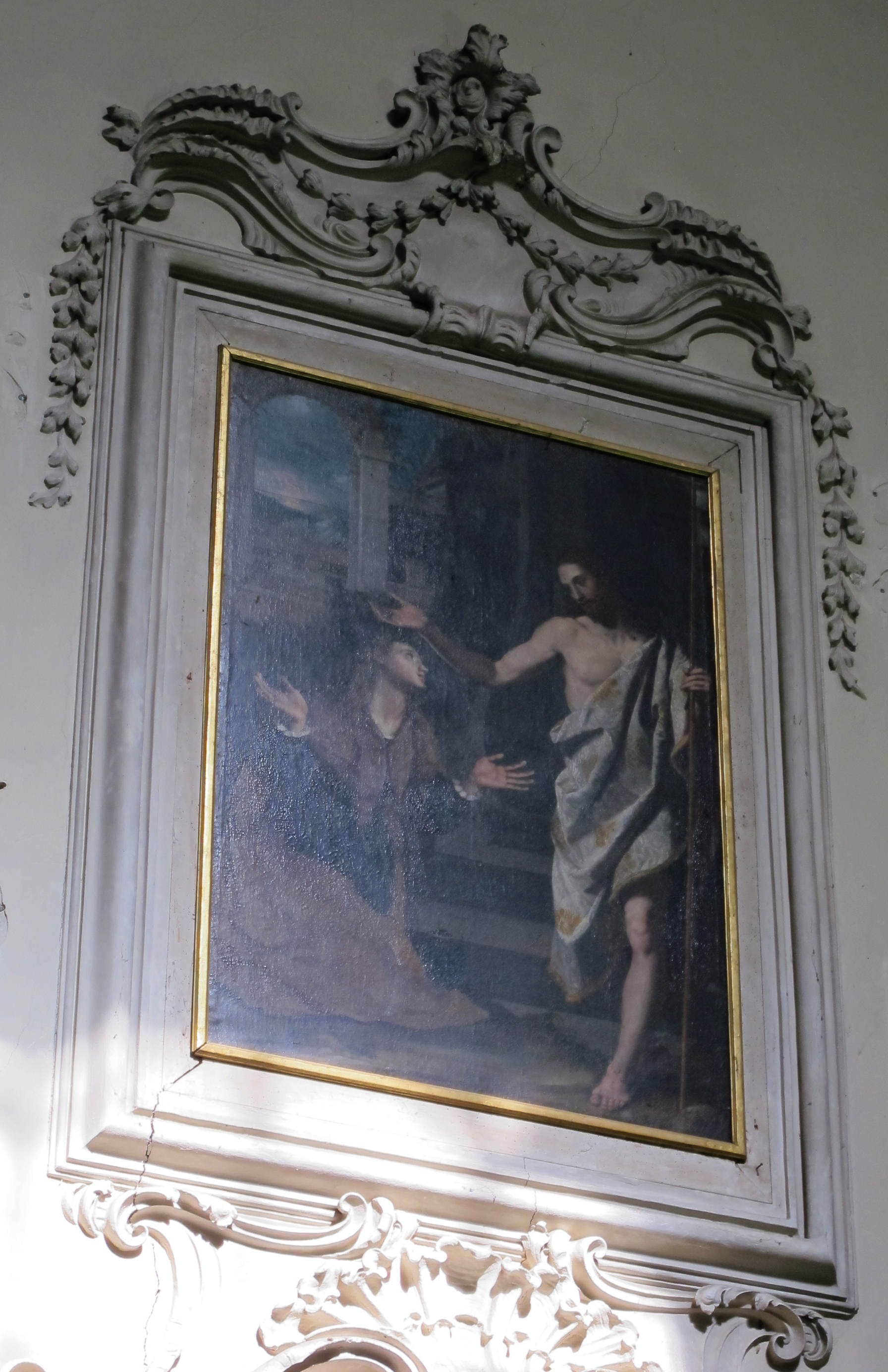
Noli me tangere di Alessandro Allori (1584)
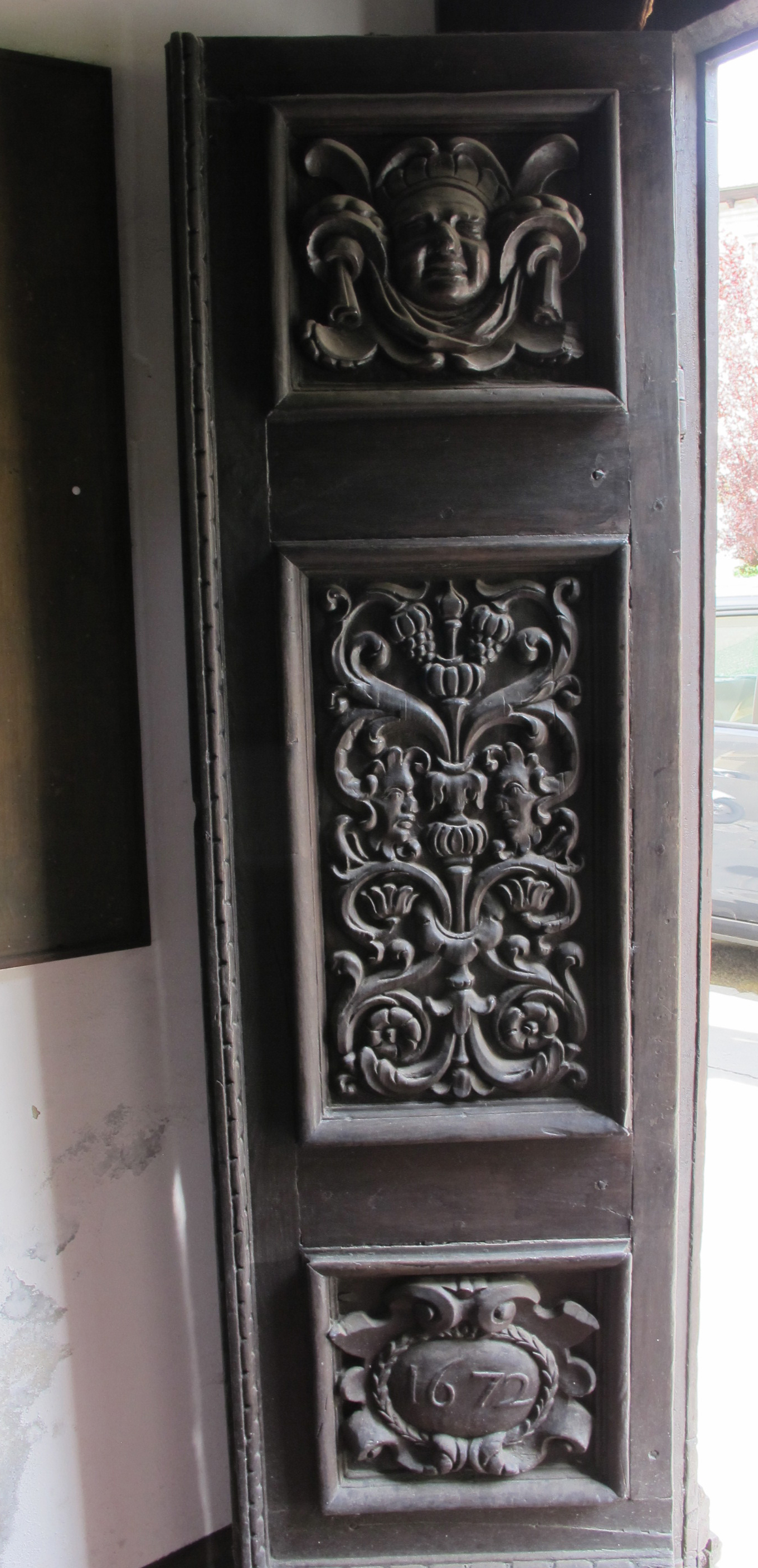
Porta intagliata (1672)
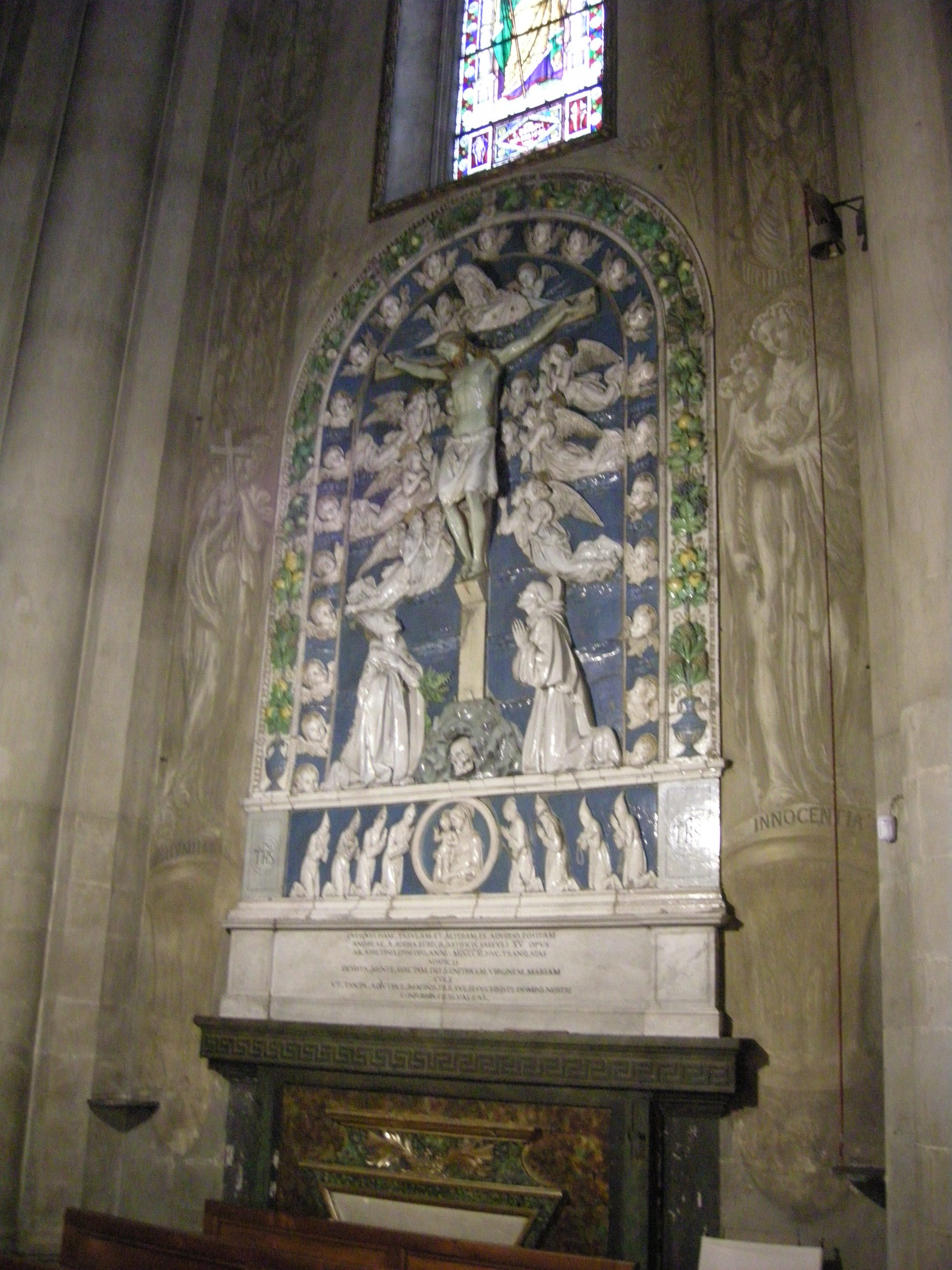
Trinità tra i Santi Bernardo e Donato di Andrea della Robbia, ora nel duomo.